# Liste der Baudenkmäler in Zell am Main
Auf dieser Seite sind die Baudenkmäler in dem unterfränkischen Markt Zell am Main zusammengestellt. Diese Tabelle ist eine Teilliste der Liste der Baudenkmäler in Bayern. Grundlage ist die Bayerische Denkmalliste, die auf Basis des Bayerischen Denkmalschutzgesetzes vom 1. Oktober 1973 erstmals erstellt wurde und seither durch das Bayerische Landesamt für Denkmalpflege geführt wird. Die folgenden Angaben ersetzen nicht die rechtsverbindliche Auskunft der Denkmalschutzbehörde.
 Diese Liste gibt den Fortschreibungsstand vom 15. April 2020 wieder und enthält 59 Baudenkmäler.

## Baudenkmäler nach Ortsteilen

### Zell am Main
| Lage                                                                                   | Objekt                                                              | Beschreibung | Akten-Nr.     | Bild           |
| -------------------------------------------------------------------------------------- | ------------------------------------------------------------------- | --- | ------------- | -------------- |
| Brandschätzer (Standort)                                                               | Wegkreuz                                                            | Gusseisenkruzifix, darunter trauernde Muttergottes, um 1900 | D-6-79-209-53 | BW             |
| Frühlingstraße 5 (Standort)                                                            | Portal                                                              | geohrtes Gewände, bezeichnet 1757 | D-6-79-209-15 | weitere Bilder |
| Hauptstraße 13 (Standort)                                                              | Gartenpforte                                                        | geohrtes Gewände mit seitlichen Voluten, Sandstein, 18. Jahrhundert | D-6-79-209-47 | weitere Bilder |
| Hauptstraße 18 (Standort)                                                              | Wohngebäude                                                         | Dreiflügelanlage, mit eingeschossigen Seitenflügeln mit Mansardhalbwalmdächern und geohrten Fensterrahmungen, über hohen Sockeln, das Hoftor einfassend, Südflügel verlängert, 18. Jahrhundert | D-6-79-209-3  | weitere Bilder |
| Hauptstraße 29 (Standort)                                                              | Hausmadonna                                                         | Figur einer Maria Immaculata in Ecknische, Sandstein, 18. Jahrhundert | D-6-79-209-46 | weitere Bilder |
| Hauptstraße 31 (Standort)                                                              | Gusseisengitter                                                     | spätes 19. Jahrhundert | D-6-79-209-45 | weitere Bilder |
| Hauptstraße 32 (Standort)                                                              | Hausmadonna                                                         | Sandstein, 18. Jahrhundert | D-6-79-209-4  | weitere Bilder |
| Hauptstraße 34 (Standort)                                                              | Gasthaus Zur Rose                                                   | zweigeschossiger, verputzter Massivbau mit Halbwalmdach, mit geohrten Fensterrahmungen, Tordurchfahrt und schmiedeeisernen Fensterkörben, 18. Jahrhundert | D-6-79-209-5  | BW             |
| Hauptstraße 50 (Standort)                                                              | Wohngebäude                                                         | zweigeschossiger, verputzter Mansardwalmdachbau mit rückwärtigem Flügelanbau, um 1800 | D-6-79-209-7  | weitere Bilder |
| Hauptstraße 57 (Standort)                                                              | Wohngebäude                                                         | zweigeschossiger Halbwalmdachbau mit Fachwerkerdgeschoss und geohrten Fensterrahmungen, 2. Hälfte 18. Jahrhundert | D-6-79-209-44 | weitere Bilder |
| Hauptstraße 58, 60 (Standort)                                                          | Doppelwohnhaus                                                      | zweigeschossiger, verputzter Massivbau in Ecklage, mit Mansardwalmdach, geohrten Fensterrahmungen und geschnitztem Türblatt, 18. Jahrhundert | D-6-79-209-10 | weitere Bilder |
| Hauptstraße 67 (Standort)                                                              | Wohngebäude                                                         | dreigeschossiger, verputzter Krüppelwalmdachbau mit Fachwerkobergeschoss, geohrten Fensterrahmungen sowie Geißelchristus als Hausfigur, 18. Jahrhundert | D-6-79-209-43 | weitere Bilder |
| Hauptstraße 70 (Standort)                                                              | Wohngebäude                                                         | zweigeschossiger verputzter Satteldachbau mit Fachwerkobergeschoss und geschnitzten Eckpfosten, Erdgeschoss stark verändert, bezeichnet 1688 | D-6-79-209-11 | weitere Bilder |
| Hauptstraße 72 (Standort)                                                              | Wohngebäude                                                         | zweigeschossiger, verputzter Satteldachbau mit Fachwerkobergeschoss, wohl 17. Jahrhundert | D-6-79-209-12 | weitere Bilder |
| Hauptstraße 78 (Standort)                                                              | Wohngebäude                                                         | zweigeschossiger Sandsteinquaderbau in Ecklage, mit Satteldach und Rotstandsteingliederung, spätklassizistisch, 2. Drittel 19. Jahrhundert | D-6-79-209-14 | weitere Bilder |
| Hauptstraße 86 (Standort)                                                              | Wohngebäude                                                         | zweigeschossiger Satteldachbau mit Fachwerkobergeschoss, bezeichnet 1614 | D-6-79-209-56 | weitere Bilder |
| Hauptstraße 88 (Standort)                                                              | Scheune                                                             | Bruchsteinmauerwerksbau mit Satteldach, bezeichnet 1705 | D-6-79-209-56 | weitere Bilder |
| Hauptstraße 91 (Standort)                                                              | Hausfigur                                                           | Pietà, Sandstein, 17./18. Jahrhundert | D-6-79-209-42 | weitere Bilder |
| Hauptstraße 101 (Standort)                                                             | Wohngebäude                                                         | zweigeschossiger verputzter Krüppelwalmdachbau mit Fachwerkobergeschoss, Erdgeschoss durch Ladeneinbau überformt, 18. Jahrhundert | D-6-79-209-41 | BW             |
| Hauptstraße 113 (Standort)                                                             | Wohngebäude                                                         | dreigeschossiger Massivbau mit Walmdach, barocker Gliederung und rückwärtigem Flügelanbau, 18. Jahrhundert | D-6-79-209-39 | weitere Bilder |
| Hauptstraße 115 (Standort)                                                             | Gefallenendenkmal                                                   | für die Opfer des Krieges von 1870/71, geohrte Gusseisentafel mit Namen der Gefallenen, hinterfangen von Kriegsgerät und Ehrenlaub, bezeichnet 1871 | D-6-79-209-38 | weitere Bilder |
| Hauptstraße 115 (Standort)                                                             | Brunnen                                                             | sogenannter Laurentiusbrunnen, Brunnensäule mit einem von einem Bären gehaltenen Laurentius-Wappen und Maskenornamenten, davor ovale Brunnenschale, Kalkstein, 17. Jahrhundert | D-6-79-209-40 | BW             |
| Hauptstraße 117 (Standort)                                                             | Katholische Pfarrkirche Sankt Laurentius                            | dreischiffige Basilika mit eingezogenem Chor und Chorflankenturm, von Architekt Hofmann (Würzburg), 1928 | D-6-79-209-37 | weitere Bilder |
| Hauptstraße 121 (Standort)                                                             | Portal                                                              | mit geohrtem Gewände und Bogenöffnung, 18. Jahrhundert | D-6-79-209-36 | weitere Bilder |
| Hauptstraße 125 (Standort)                                                             | Wohngebäude                                                         | zweigeschossiger, verputzter Satteldachbau mit Fachwerkobergeschoss und geschnitzten Ecksäulen, 17./18. Jahrhundert | D-6-79-209-35 | weitere Bilder |
| Hauptstraße 135 (Standort)                                                             | Wohngebäude                                                         | zweigeschossiger, steiler Fachwerkbau mit Satteldach, über hohem massivem Sockel, 17./18. Jahrhundert | D-6-79-209-34 | weitere Bilder |
| Hauptstraße 142 (Standort)                                                             | Ehemals Gebäude der Klosterökonomie Unterzell                       | zweigeschossiger Massivbau mit Satteldach und Sockelgeschoss, im Kern Anfang 17. Jahrhundert, nach der Säkularisation im 19. Jahrhundert stark erneuert | D-6-79-209-19 | weitere Bilder |
| Hauptstraße 142 (Standort)                                                             | Einfriedung                                                         | mit Frühbarockportal mit Figurenschmuck, stark verwittert, Sandstein, Anfang 17. Jahrhundert | D-6-79-209-19 | weitere Bilder |
| Hauptstraße 144, 146 (Standort)                                                        | Ehemals Gebäude der Klosterökonomie Unterzell                       | zwei- bzw. dreigeschossige Satteldachbauten mit Sockelgeschoss, im Kern Anfang 17. Jahrhundert, nach der Säkularisation stark erneuert, 19. Jahrhundert | D-6-79-209-20 | weitere Bilder |
| Hauptstraße 148 (Standort)                                                             | Ehemals Gebäude der Klosterökonomie Unterzell                       | zweigeschossiger Massivbau mit Satteldach und Sockelgeschoss mit nördlich anschließender, überbauter Tordurchfahrt mit Satteldach, bezeichnet 1693, nach der Säkularisation stark erneuert, 19. Jahrhundert | D-6-79-209-21 | weitere Bilder |
| Hauptstraße 150, 154 (Standort)                                                        | Ehemals Gebäude der Klosterökonomie Unterzell                       | ein- bzw. zweigeschossige Massivbauten mit Satteldach und Sockelgeschoss, Nr. 50 noch mit gestelzten Fensterprofilen, im Kern Anfang 17. Jahrhundert, nach der Säkularisation stark verändert, 19. Jahrhundert | D-6-79-209-25 | weitere Bilder |
| Hauptstraße 155 (Standort)                                                             | Wohngebäude                                                         | dreigeschossiger Satteldachbau mit verputzten Fachwerkobergeschossen und geohrten Fensterrahmungen, 18. Jahrhundert | D-6-79-209-32 | weitere Bilder |
| Hauptstraße 163 (Standort)                                                             | Ehemaliges Rathaus                                                  | dreigeschossiger, barocker Mansardwalmdachbau mit Eckquaderung und geohrten Fensterrahmungen, 18. Jahrhundert | D-6-79-209-29 | weitere Bilder |
| Hauptstraße 169, 171 (Standort)                                                        | Ehemals Doppelwohnhaus                                              | zweigeschossiger, verputzter Satteldachbau mit Fachwerkobergeschoss, 18. Jahrhundert | D-6-79-209-28 | weitere Bilder |
| Hauptstraße 170, Rathausplatz 1 ()                                                     | Bildstock                                                           | mit Maria und Hl. Johannes Nepomuk, 18. Jahrhundert nicht nachqualifiziert, im Bayerischen Denkmal-Atlas nicht kartiert | D-6-79-209-58 |                |
| Hauptstraße 179 (Standort)                                                             | Wohngebäude                                                         | schmaler, dreigeschossiger Satteldachbau mit Stuckdekor, bezeichnet 1844 | D-6-79-209-27 | weitere Bilder |
| Hauptstraße 183 (Standort)                                                             | Türsturz                                                            | bezeichnet 1806, Hausmadonna, 18. Jahrhundert | D-6-79-209-26 | BW             |
| Hettstadter Steige (Standort)                                                          | Kreuz                                                               | grob gehauenes Steinkreuz mit mittigen Wappenreliefs, spätmittelalterlich | D-6-79-209-54 | weitere Bilder |
| Judenhof (Standort)                                                                    | Brunnenschale                                                       | des ehemals Prämonstratenserinnenklosters Unterzell, muschelförmige Brunnenschale auf Postament, Muschelkalk, 17. Jahrhundert | D-6-79-209-57 | weitere Bilder |
| Judenhof 1 (Standort)                                                                  | Ehemaliges Gebäude des Wirtschaftshofes vom Kloster Unterzell       | nach 1818 jüdisches Wohnhaus mit Talmudschule, eingeschossiger Massivbau mit Satteldach, Sockelgeschoss und gestelzten Fensterprofilen, im Kern bezeichnet 1607, um 1818 verändert | D-6-79-209-60 | weitere Bilder |
| Judenhof 1a (Standort)                                                                 | Ehemaliges Waschhaus, dann Laubhütte                                | sogenannte Sukka, eingeschossiger Massivbau mit flachem Satteldach, im Kern nach 1607, Umbau zur Sukka 2. Hälfte 19. Jahrhundert | D-6-79-209-60 | weitere Bilder |
| Judenhof 4 (Standort)                                                                  | Ehemalige Prämonstratenserinnenklosterkirche                        | des in der 1. Hälfte des 13. Jahrhunderts gegründeten und 1803 säkularisierten Prämonstratenserinnenklosters, jetzt evang.-luth. Pfarrkirche, sogenannte Versöhnungskirche, Ruine mit eingefügtem Neubau, Saalbau mit eingezogenem Chor und südlichem, fünfgeschossigen Turm mit Pyramidendach, die unteren Geschosse Mitte 13. Jahrhundert, Langhaus und Chor in nachgotischen Formen erneuert, von Lazaro Augustino, 1609–11, im Zweiten Weltkrieg stark zerstört, Reste des ehemals Kreuzganges, 17. Jahrhundert | D-6-79-209-22 | weitere Bilder |
| Judenhof 6, 8, 10 (Standort)                                                           | Ehemaliges Hofhaus, dann Propstei des ehemaligen Klosters Unterzell | zweigeschossiger Massivbau mit Satteldach, Volutengiebeln und westlichem Treppenturm, 1606–07 | D-6-79-209-23 | weitere Bilder |
| Judenhof 13 (Standort)                                                                 | Ehemaliges Wohnwirtschaftsgebäude                                   | zweigeschossiger Massivbau mit Sattel- bzw. Halbwalmdach, 1. V. 19. Jahrhundert | D-6-79-209-24 | weitere Bilder |
| Judenhof 14 (Standort)                                                                 | Ehemaliger Klostergarten                                            | des in der 1. Hälfte des 13. Jahrhunderts gegründeten und 1803 säkularisierten Prämonstratenserinnenklosters Unterzell, Grünflächen auf der Nordseite des ehemals Klostergeländes teilweise erhalten und teilweise zu Privatgärten umgeformt | D-6-79-209-50 | weitere Bilder |
| Judenhof 14 (Standort)                                                                 | Ehemalige Klostermauer                                              | des im 13. Jahrhundert gegründeten und 1803 säkularisierten Prämonstratenserinnenklosters Unterzell, nördlicher und östlicher Mauerverlauf nahezu vollständig erhalten, Nordostecke mit Schalenturm, östliche Mainseite mit Zufahrtstor, Bruchsteinmauerwerk, 1. Hälfte 17. Jahrhundert, Torbogen bezeichnet 1737 | D-6-79-209-49 | weitere Bilder |
| Kirchgasse 1 (Standort)                                                                | Wohngebäude                                                         | zweigeschossiger, verputzter Satteldachbau mit Fachwerkobergeschoss und geohrten Fensterrahmungen, 18. Jahrhundert | D-6-79-209-9  | BW             |
| Kirchgasse 2 (Standort)                                                                | Ehemaliges Wohngebäude                                              | ab 1869 Kinderbewahranstalt, unregelmäßiger, zweigeschossiger Zweiflügelbau mit Walmdächern, über hohem Sockelgeschoss mit Fachwerkobergeschoss, um 1743, Hoftor, bezeichnet 1743, Pforte, mit aufwendiger Supraporte, 18. Jahrhundert, Inschriftenfeld bezeichnet 1883 | D-6-79-209-8  | weitere Bilder |
| Klosterhof 5, 7, 8, 9, 10, 12, 14, 16, 18, 20, 22, 24, 26 (Standort)                   | Ehemaliger Klausurhof des Prämonstratenserinnenklosters Unterzell   | jetzt parzelliert und in zumeist zweigeschossige, überformte Wohngebäude mit Satteldächern umgewandelt, teilweise noch mit Treppentürmen und Schweifgiebeln, Nr. 20 mit profanierter Kapelle an der Südostecke, Anlage im Wesentlichen 1611–13, über mittelalterlicher Grundlage, später vielfach erneuert | D-6-79-209-18 | weitere Bilder |
| Kohlsgasse 3 (Standort)                                                                | Portal                                                              | geohrtes Türgewände, bezeichnet 1793 | D-6-79-209-13 | weitere Bilder |
| Mainleitenstraße 3, 5, 7, 9, 11, 13, 15, 17, 19, 21, 23, 25, 27, 29, 31, 33 (Standort) | Wohnsiedlung                                                        | Gruppe von 16 bergseitig an einer Hangstraße gelegenen zumeist zweigeschossigen Einzelwohnhäusern mit Sattel- bzw. Krüppelwalmdächern, teilweise mit Sockelgeschoss, Fachwerkgiebeln bzw. Schwebegiebeln und Kniestock, im Schweizerhausstil, als Wohnsiedlung für leitende Angestellte und Monteure der Schnellpressenfabrik von Koenig & Bauer angelegt, um 1900 | D-6-79-209-1  | weitere Bilder |
| Mainuferstraße 4 (Standort)                                                            | Wohngebäude                                                         | zweigeschossiger, verputzter Massivbau mit Walmdach, geohrten Fensterrahmungen und rückwärtigen Flügelanbauten, 18. Jahrhundert | D-6-79-209-16 | weitere Bilder |
| Mainuferstraße 13 (Standort)                                                           | Wohngebäude                                                         | zweigeschossiger Mansardwalmdachbau mit verputztem Fachwerkobergeschoss, Mitte 18. Jahrhundert | D-6-79-209-6  | BW             |
| Nähe Hauptstraße ()                                                                    | Portal                                                              | profiliertes Gewände, um 1600 nicht nachqualifiziert, im Bayerischen Denkmal-Atlas nicht kartiert | D-6-79-209-33 |                |
| Nähe Lehmgrubenstraße (Standort)                                                       | Friedhof                                                            | ummauerte Anlage mit Grabdenkmälern des 1.V. 20. Jahrhundert, Friedhofskreuz, Kruzifix auf Sandsteinpostament, Kreuzstamm und Corpus im 20. Jahrhundert erneuert, wohl frühes 19. Jahrhundert | D-6-79-209-48 | weitere Bilder |
| Nähe Lehmgrubenstraße (Standort)                                                       | Friedhofskreuz                                                      | Kruzifix auf Sandsteinpostament, Kreuzstamm und Corpus im 20. Jahrhundert erneuert, wohl frühes 19. Jahrhundert | D-6-79-209-48 | weitere Bilder |
| Neue Straße (Standort)                                                                 | Prozessionsaltar                                                    | neugotischer Nischenaufsatz mit Kreuzbekrönung, auf Postament, Sandstein, 2. Hälfte 19. Jahrhundert | D-6-79-209-52 | BW             |
| Rathausplatz 8 ()                                                                      | Hausmadonna                                                         | 18. Jahrhundert nicht nachqualifiziert, im Bayerischen Denkmal-Atlas nicht kartiert | D-6-79-209-30 |                |
| Sieben Morgenweg (Standort)                                                            | Bildhäuschen                                                        | Nischenaufsatz des 18. Jahrhunderts über erneuertem Sockel, mit Weinlaubmontierung und Kreuzbekrönung, 19. Jahrhundert, darin Madonnenfigur, 20. Jahrhundert | D-6-79-209-51 | BW             |
| Wendeplatz (Standort)                                                                  | Bildstock                                                           | Aufsatz mit Pietàrelief in Nische, auf Säule über Postament, Sandstein, bezeichnet 1689 | D-6-79-209-31 | weitere Bilder |
| Wendeplatz 1 (Standort)                                                                | Ehemalige Mühle                                                     | sogenannte Pfaffsmühle, zweigeschossiger Massivbau mit Fachwerkgiebel und Halbwalmdach, 17./18. Jahrhundert, Gartenmauer, Bruchstein, wohl gleichzeitig. | D-6-79-209-17 | weitere Bilder |

### Oberzell
| Lage                                             | Objekt                                      | Beschreibung | Akten-Nr.     | Bild           |
| ------------------------------------------------ | ------------------------------------------- | --- | ------------- | -------------- |
| Kloster Oberzell 1, 2, 3, 4, 5, 7, 18 (Standort) | Ehemaliges Prämonstratenserkloster Oberzell | gegründet 1128, zunächst Doppelkloster, ab 1260 Abspaltung des Frauenklosters und Gründung des Klosters Unterzell, 1802 Säkularisation, ab 1817 Schnellpressenfabrik König und Bauer, seit 1901 erneute Klosternutzung unter der Kongregation der Dienerinnen der Hl. Kindheit Jesu - Katholische Klosterkirche Sankt Michael, dreischiffige Säulenbasilika mit Ostquerschiff und zwei Chortürmen mit Welschen Hauben sowie Westvorhalle, im Kern 2. Hälfte 12. Jahrhundert, Einwölbung 1. Hälfte 17. Jahrhundert, Fassade im römischen Barock 1696, Chor und Chortürme nach Abbruch (1838) 1901 wiedererrichtet, mit Ausstattung - Konvent- bzw. Prälaturgebäude, vierflügelige Anlage um Binnenhof mit verlängertem Ostflügel (ursprünglich als Doppelhofanlage geplant), in Form von dreigeschossigen Flügeln mit Mansarddächern, West- und Südflügel mit Eck- und Mittelrisaliten sowie Pavillondächern, von Balthasar und Franz Ignaz Michael Neumann, 1744–60 - ehemalige Klosterökonomie, nördliche Gebäudegruppe aus zumeist zweigeschossigen Massivbauten mit Satteldächern bzw. Halbwalm, im Kern 18. Jahrhundert, modernisiert - Klostergebäude, westlicher, zwei- bzw. eingeschossiger Massivbau mit Satteldach und kleinem eingeschossigen Walmdachanbau mit geohrten Fensterrahmungen, im Kern 18. Jahrhundert, im 19. Jahrhundert verändert - ehemalige Kelter, Massivbau mit Halbwalm, im Kern um 1550, im 18. Jahrhundert verändert, modernisiert - Toranlage mit separater Pforte, romanische, 2. Hälfte 12. Jahrhundert - Klostermauer, Bruchstein, im Kern romanisch, 2. Hälfte 12. Jahrhundert, im 18. Jahrhundert teilweise erneuert - zwei Gartenpavillons, Massivbauten mit geschwungenen Walmdächern und geohrten Fensterrahmungen, im Terrassengarten, 2. Hälfte 18. Jahrhundert - ehemaliges Klosterspital, jetzt Exerzitienhaus, zweigeschossiger Massivbau mit geschwungenem Walmdach und geohrten Fensterrahmungen, bezeichnet 1718 - Gartenhaus, sogenanntes Schlösschen, Wohnhaus für Joel Jacob Hirsch, belvedereartiger, zweigeschossiger Walmdachbau über sechseckigem Grundriss, in klassizistischen Formen, wohl von Peter Speeth, 1812/13 - Klostermühle, 1790 - Brunnen, Rundschale mit Pfeiler und Pinienzapfenaufsatz, 18. Jahrhundert - Gartenanlage mit Grotten und kleinem Teich, 19. Jahrhundert, Heiligenfiguren, Sandstein, 18. Jahrhundert - Kreuzschlepper, Figur des kreuztragenden Christus auf Knien, Sandstein, 18. Jahrhundert - ehemalige Klosterfriedhof, im 19. Jahrhundert auch Privatfriedhof der Firma König und Bauer, mit Grabdenkmälern des 19./20. Jahrhunderts, Relief Christus als Wundertäter, von Johannes Speth, 1907 - Reste von romanischen Bauteilen, teilweise verbaut (Keller des ehm. Refektoriums), teilweise auch beweglich, an einigen Stellen im Klostergarten aufgestellt | D-6-79-209-55 | weitere Bilder |
| Nähe Main (Standort)                             | Maschinenhalle der Wasserwerke Würzburg     | eingeschossiger Massivbau mit Satteldach, reicher Hausteingliederung und medaillonartiger Dachbekrönung, bezeichnet 1899 | D-6-79-209-2  | weitere Bilder |